# Суурсаар, Маарек
Маарек Суурсаар (эст. Maarek Suursaar; 16 июля 1997, Курессааре) — эстонский футболист, нападающий клуба «Курессааре».

## Биография
Воспитанник клуба «Курессааре». В 2012 году дебютировал во взрослом футболе в составе его фарм-клуба «Сёрве», игравшего во второй лиге Эстонии. 2 июля 2013 года сыграл первый матч за основную команду в высшей лиге Эстонии против «Таммеки», заменив на 84-й минуте Мартти Пукка. В первом сезоне в элите провёл 2 матча. С 2014 года со своим клубом играл в первой лиге и первой лиге Б (третий дивизион), в последней в 2016 году стал победителем и лучшим бомбардиром турнира с 33 голами в 34 матчах. По итогам сезона 2016 года признан лучшим игроком клуба. С 2018 года вновь играл со своим клубом в высшем дивизионе. Автором первого гола на этом уровне стал 6 июня 2018 года в матче против «Нымме Калью». Последние матчи за основную команду провёл в ноябре 2019 года, но продолжил играть за второй состав клуба в низших лигах. В 2020 году забил 38 голов, в 2021 году — 22 гола в четвёртом дивизионе, в 2023 году — 17 голов в третьем дивизионе.
Всего в высшей лиге сыграл за «Курессааре» 51 матч и забил 2 гола, а в чемпионатах всех уровней — 177 матчей и 64 гола (на конец сезона 2023). Официальный сайт клуба и ряд других источников приписывает ему более 100 голов за «Курессааре», учитывая возможно кубковые турниры и неофициальные матчи, или голы за вторую команду.
Вызывался в сборную Эстонии среди 18-летних, но не выходил на поле. Участник Островных игр 2015 года в составе сборной острова Сааремаа.
В начале 2020-х годов также работает детским тренером в «Курессааре».